# ABC Kids
ABC Kids es un canal de televisión australiano en abierto, perteneciente a la radiodifusora pública Australian Broadcasting Corporation. Se trata de un canal preescolar e infantil con dibujos animados, series y espacios de producción propia. Su horario de emisión es de 5:00 a 19:30, compartiendo la frecuencia con el segundo canal ABC TV Plus.

## Historia
Las emisiones de ABC Kids comenzaron el 1 de agosto de 2001 como un canal temático de televisión digital, cuyo nombre fue tomado del bloque de programación infantil existente desde 1991. Los espacios infantiles se emitían de 6:00 a 18:00, mientras que la franja vespertina era para el público juvenil bajo la marca FlyTV. A pesar de los esfuerzos de ABC por mantenerlo, tuvo que cesar sus emisiones el 30 de junio de 2003 por recortes presupuestarios.
En 2009, ABC lanzó un tercer canal en la televisión digital terrestre, ABC3, orientado al público infantil y juvenil. Dos años después, la programación infantil de la segunda cadena pasó a emitirse bajo un bloque diferenciado, ABC 4 Kids. A partir de 2014, este bloque fue trasladado al tercer canal que quedó dividido en dos marcas: ABC Kids para la programación preescolar, y ABC3 para la infantil y juvenil.
En 2016 hubo una nueva reestructuración en la oferta de la televisión pública: el segundo canal quedó dividido entre ABC Kids (horario matinal) y la actual ABC TV Plus (horario diurno), mientras que el tercer canal se convirtió en ABC Me, con una oferta más juvenil.